# Lamprolonchaea brouniana
Lamprolonchaea brouniana är en tvåvingeart som först beskrevs av Mario Bezzi 1919.  Lamprolonchaea brouniana ingår i släktet Lamprolonchaea och familjen stjärtflugor. Inga underarter finns listade i Catalogue of Life.